# End of the Road (chanson de Jerry Lee Lewis)
Singles de Jerry Lee Lewis
Crazy Arms
(1956) Whole Lotta Shakin' Goin' On
(1957)
End of the Road est une chanson écrite et chantée par Jerry Lee Lewis. Enregistrée en 1956 et sortie en single en décembre de la même année chez Sun Records. Elle est publiée en face B de la chanson de Ray Price, reprise par Jerry Lee Lewis, Crazy Arms,.

## Source de la traduction
- (en) Cet article est partiellement ou en totalité issu de l’article de Wikipédia en anglais intitulé « End of the Road (Jerry Lee Lewis song) » (voir la liste des auteurs).